# 寶尊電商
上海宝尊电子商务有限公司（简称宝尊电商，英文名：Baozun Inc.）是一家成立于2007年的中国电子商务服务企业，总部位于上海。主要业务为品牌和零售商提供以电子商务为核心的解决方案。

## 历史
宝尊电商由创始人兼首席执行官仇文彬于2007年8月在上海创立，初期致力于为品牌企业提供电子商务运营服务。2015年5月21日，宝尊电商在美国纳斯达克证券交易所上市（股票代码：BZUN），成为中国电商服务行业首家上市公司。2020年9月29日，公司在香港联合交易所主板完成二次上市（股票代码：9991）。